# Syvaske
Syvaske (ukrainien : Сиваське, russe : Сивашское) est une commune urbaine de l'oblast de Kherson, en Ukraine. Elle compte 4 150 habitants en 2021.